# Девичье (Тверская область)
Девичье — деревня в Селижаровском муниципальном округе Тверской области.

## География
Находится в западной части Тверской области на расстоянии приблизительно 25 км на запад-северо-запад по прямой от административного центра округа поселка Селижарово на южном берегу озера Волго (Волго I).

## История
Деревня была отмечена еще на карте Менде (состояние местности на 1848 год). В 1859 году здесь (деревня Осташковского уезда Тверской губернии) было учтено 8 дворов, в 1941 — 25. До 2017 года входила в Шуваевского сельского поселения, с 2017 по 2020 год в составе Селищенского сельского поселения Селижаровского района до их упразднения.

## Население
Численность населения: 60 человек (1859 год), 11 (русские 100 %) 2002 году, 12 в 2010.